# Risiocnemis asahinai
Risiocnemis asahinai är en trollsländeart som beskrevs av Kitagawa 1990. Risiocnemis asahinai ingår i släktet Risiocnemis och familjen flodflicksländor. IUCN kategoriserar arten globalt som livskraftig. Inga underarter finns listade i Catalogue of Life.